# Amphinectomys savamis
Amphinectomys savamis är ett däggdjur i familjen hamsterartade gnagare och den enda arten i sitt släkte. Den är bara känd från två individer som hittades vid floden Ucayali i Peru.

## Beskrivning
Djuret liknar vattenrisråttor (Nectomys) i utseende. Den når en kroppslängd (huvud och bål) vid 19 cm, en svanslängd vid 21 cm och en vikt vid 215 gram. Pälsen har på ovansidan en brun färg, buken är grå. Artens simhud är bättre utvecklade än hos vattenrisråttor.
Troligen vistas arten bara vid vattendrag i täta regnskogar. Individerna hittades i låglandet.
I regionen där djuret lever pågår ingen större mänsklig aktivitet. IUCN listar arten med kunskapsbrist (DD).